# Dwight (Illinois)
Dwight – wieś w Stanach Zjednoczonych, w stanie Illinois, w hrabstwie Grundy.

## Demografia
Zgodnie ze spisem statystycznym z 2000, miasto liczyło 4363 mieszkańców. W 2023 liczba mieszkańców spadła do 4034 osób, a gęstość zaludnienia do 602,1 osoby/km².